# NGC 7110
NGC 7110 ist eine Balken-Spiralgalaxie vom Hubble-Typ SBb im Sternbild Piscis Austrinus am Südsternhimmel. Sie ist schätzungsweise 238 Millionen Lichtjahre von der Milchstraße entfernt und hat einen Durchmesser von etwa 90.000 Lichtjahren.
Im selben Himmelsareal befindet sich die Galaxie NGC 7109.
Das Objekt wurde am 23. September 1834 von John Herschel entdeckt.